# Hibiscus krichauffianus
Hibiscus krichauffianus är en malvaväxtart som beskrevs av Ferdinand von Mueller. Hibiscus krichauffianus ingår i Hibiskussläktet som ingår i familjen malvaväxter. Inga underarter finns listade i Catalogue of Life.

## Bildgalleri

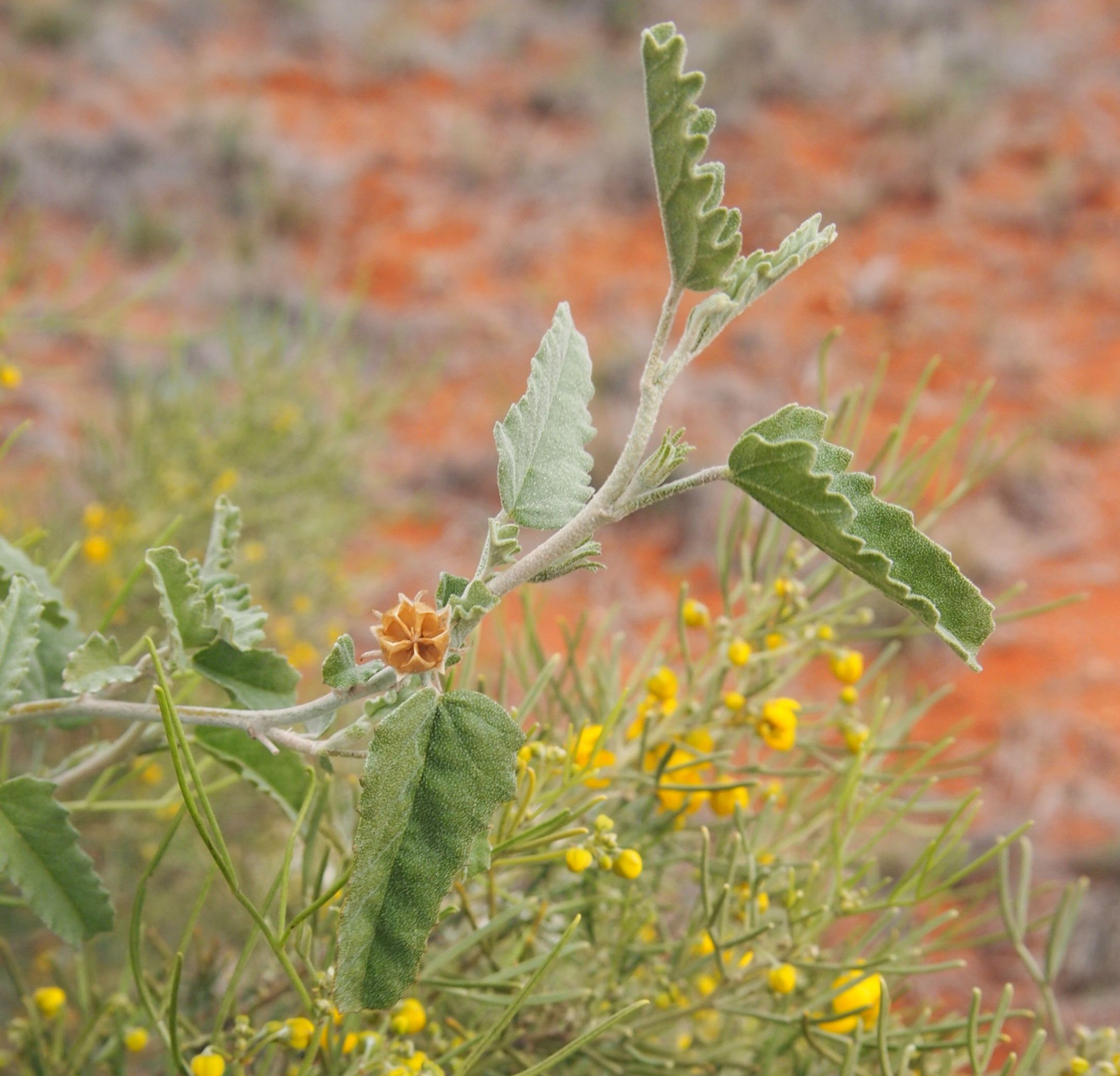